# Зусмановский, Савелий Александрович
Савелий Александрович Зусмано́вский (1903—1979) — советский учёный, один из основателей советской электроники.

## Биография
Окончил ЛЭТИ (1929). Работал на ленинградском заводе «Светлана», который в то время был единственным в СССР научно-исследовательским Центром электровакуумной промышленности. Возглавлял отраслевую вакуумную лабораторию.
Один из организаторов, с 1943 года научный сотрудник и в 1943—1948 годах научный руководитель НИИ «Исток» (Фрязино) — первого НИИ СССР в области электронной техники.
В 1945—1953 годах разработал несколько импульсных магнетронов и быстро перестраиваемых магнетронов непрерывного действия, перекрывавших практически весь сантиметровый диапазон волн.
Под руководством Зусмановского в 1954−1973 годах созданы приборы с уникальными параметрами: первый советский сверхмощный клистрон мощностью 20 МВт для питания Харьковского линейного ускорителя электронов (50 одновременно работающих клистронов), сверхмощный 30 МВт клистрон для питания линейного ускорителя с большим током луча (ИАЭ имени И. В. Курчатова) и др.
Автор 50 изобретений.
Доктор технических наук, профессор. С 1966 года первый руководитель кафедры «Электронные приборы» МФТИ.

## Награды и премии
- Сталинская премия III степени (14 марта 1941) — за изобретение низковольтных приёмно-усилительных ламп
- Государственная премия СССР (1970) — за участие в создании мощных усилительных клистронов
- орден Красной Звезды (17.04.1940) — «за успешную работу и проявленную инициативу по укреплений обороноспособности нашей страны»
- орден Трудового Красного Знамени
- медали